# Пропаналь
Пропаналь (пропіоновий альдегід) — це альдегід пропанової кислоти з хімічною формулою {\displaystyle {\ce {CH_3-CH_2-CHO}}}.

## Фізичні властивості
За звичайних умов пропаналь є безбарвною рідиною з різким запахом, що замерзає при -81°С та кипить при 48,8°С. Відносна густина — 0,807. При 25°С погано розчиняється у воді, при 20оС розчинність у воді становить 20г/100мл. При 20°С він також змішується з етанолом та діетиловим ефіром. Ентальпія утворення становить -215.6 для рідини та 185.6 для газу.

## Хімічні властивості

### Реакції з нуклеофілами
Може приєднувати воду з утворенням нестійкого гідрату пропаналю:
{\displaystyle {\ce {CH_3-CH_2-CHO + H_2O <<=> CH_3-CH_2-CH(OH)2}}}
У кислому середовищі взаємодіє з метанолом з утворенням метилацеталю пропаналю, а потім диметилацеталю пропаналю:
{\displaystyle {\ce {CH_3-CH_2-CHO +CH_3OH <=>[H^+]CH_3-CH_2-CH(OH)-O-CH_3}}}
{\displaystyle {\ce {CH_3-CH_2-CH(OH)-O-CH_3 + CH_3OH <=>[H^+]CH_3-CH_2-CH(OCH_3)_2 + H2O}}}
Перша реакція (реакція нуклеофільного приєднання) протікає в два етапи. Спочатку іон гідрогену приєднується до альдегіду, утворюючи карбокатіон. Потім приєднується OCH3- зі спирту, а H+, що залишився, виходить:
{\displaystyle {\ce {CH_3-CH_2-CHO + H+ <=> CH_3-CH_2-C+(OH)H + H+OCH_3- <=> CH_3-CH_2-CH(OH)OCH_3 + H+}}}
Аналогічно взаємодіє з тіолами:
{\displaystyle {\ce {CH3-CH2-CHO +CH3SH <=>[H^+]CH3-CH2-CH(OH)-S-CH3}}}
{\displaystyle {\ce {CH_3-CH_2-CH(OH)-S-CH_3 + CH_3SH <=>[H^+]CH_3-CH_2-CH(SCH_3)_2}}}
Взаємодіє з первинними амінами з утворенням імінів:
{\displaystyle {\ce {CH_3-CH_2-CHO + H_2NR -> CH_3-CH_2-CH=NR + H_2O}}}
У лужному середовищі взаємодіє з синильною кислотою з утворенням 2-гідроксибутанонітрилу:
{\displaystyle {\ce {CH_3-CH_2-CHO + H-C#N ->[OH^-]CH_3-CH_2-CH(OH)-C#N}}}
Гідроксид-аніон необхідний для того, що слабкий нуклеофіл (синильна кислота) перетворився у сильний нуклеофіл (CN-):
{\displaystyle {\ce {HCN + OH- <=> H_2O + CN-}}}

### Конденсація
Реакція конденсації відбувається у лужному середовищі при температурі 10°С. В результаті утворюється 3-гідрокси-2-метилпентаналь:
{\displaystyle {\ce {2CH_3-CH_2-CHO->[OH^-, 10^oC]CH_3-CH_2-CH(OH)-CH(CH_3)-COH}}}
Ця реакція протікає поетапно: спочатку гідроксид-аніон відриває від однієї з молекул пропаналю протон, перетворюючи її у карбоаніон:
{\displaystyle {\ce {CH_3-CH_2 -CHO + OH- -> CH_3-CH- -CHO + H_2O}}}
Далі інша молекула забирає цей протон, утворюючи карбокатіон:
{\displaystyle {\ce {CH_3-CH_2-CHO + H+OH- -> CH_3-CH_2-CH-OH+ + OH-}}}
Потім ці іони об'єднуються:
{\displaystyle {\ce {CH_3-CH- -CHO + CH_3-CH_2-CH-OH+ ->CH_3-CH_2-CH(OH)-CH(CH_3)-CHO}}}

### Тримеризація
Пропаналь, як і інші альдегіди, здатний до тримеризації:
Ця реакція відбувається поетапно. Спочатку галогеноводень розпадається на іони, і до протона приєднуються дві молекули пропаналю, утворюючи карбокатіон. Далі до позитивного атома карбона в карбокатіоні приєднується третя молекула пропаналю, утворюючи інший карбокатіон. Потім від карбокатіону відривається протон, при цьому атом оксигену з гідроксильної групи з'єднується з атомом карбону на протилежному кінці молекули, який був заряджений позитивно, і відбувається тримеризація.

### Окисно-відновні реакції

#### Відновлення
Пропаналь може відновлюватися до пропанолу за допомогою гідрату літію:
{\displaystyle {\ce {CH_3-CH_2-CHO + LiH -> CH_3-CH_2-CH_2-OLi + H_2O -> CH_3-CH_2-CH_2-OH + LiOH}}}

#### Окиснення
Може окиснюватися за допомогою [Ag(NH3)2]OH або Cu(OH)2. Аміачний розчин гідроксиду срібла окиснює пропаналь до пропіонату амонію (реакція срібного дзеркала):
{\displaystyle {\ce {CH_3-CH_2-CHO + 2[Ag(NH_3)_2]OH ->[t]CH_3-CH_2-C(O)-ONH_4 + 2Ag + 3NH_3 + H_2O}}}
Гідроксид міді окиснює пропаналь до пропанової кислоти:
{\displaystyle {\ce {CH_3-CH_2-CHO + 2Cu(OH)_2->[t]CH_3-CH_2-COOH + H_2O + 2CuOH}}}

## Отримання
Пропаналь можна отримати за допомогою окиснення пропанолу під дією оксиду хрому(VI):
{\displaystyle {\ce {CH_3-CH_2-CH_2OH + 1/2O2 ->[CrO_3]CH_3-CH_2-CHO + H_2O}}}
Ще можна отримати за допомогою гідроформілювання етилену:
{\displaystyle {\ce {CH_2=CH_2 + CO + H_2 ->[Co_2(CO)_8, p, t]CH_3-CH_2-CHO}}}
Також можна отримати відновленням хлорпропаналю:
{\displaystyle {\ce {CH3-CH2-CClO + H2 ->[Pd/BaSO4]CH3-CH2-CHO + HCl}}}

## Небезпеки
Пропаналь сильно вогненебезпечний. Суміш пару з повітрям вибухонебезпечна. При потраплянні на шкіру викликає почервоніння та відчуття печіння. При потраплянні в очі викликає почервоніння та біль. При вдиханні викликая печіння, кашель та біль у горлі. При нагріванні розкладається з виділенням монооксиду карбону та етану. Перший з них дуже токсичний, а другий — дуже вогненебезпечний.

### Заходи безпеки
Біля пропаналю не можна допускати іскор та вогню. Також потрібне вибухобезпечне електрообладнання. При роботі з пропаналем потрібна вентиляція, витяжка або захист органів дихання. Потрібно одягати захисні окуляри та рукавиці.